# Киње
Киње (фр. Cugney) насеље је и општина у источној Француској у региону Франш-Конте, у департману Горња Саона која припада префектури Везул.
По подацима из 2011. године у општини је живело 187 становника, а густина насељености је износила 16,42 становника/km². Општина се простире на површини од 11,39 km². Налази се на средњој надморској висини од 239 метара (максималној 315 m, а минималној 221 m).

## Демографија
| 1962. | 1968. | 1975. | 1982. | 1990. | 1999. | 2011. |
| ----- | ----- | ----- | ----- | ----- | ----- | ----- |
| 127   | 141   | 139   | 127   | 133   | 156   | 187   |

График промене броја становника у току последњих година